# نصر الله خان نوري
نصر الله خان نوري هو نعت خواں من باكستان. بدأ لتلاوة نعت خواں، عندما كان عمرها أربع سنوات فقط. النغم صوته وطريقة فريدة من تلاوه / الغناء من أجل جذب عدد كبير من الناس له وانه سرعان ما تصبح نعت الشهيرة في باكستان.

## اوائل الحياة
مهندس مدني حسب المهنة، ويرى السيد نوري أديب رأى پوری (الراحل) ويجري في بلده المعلمين نعت خوانی، بدأ تلاوه نعت في سن مبكره جدا ، عندما كان في أربع سنوات فقط. احب الناس في طريقة للقراءة / والغناء ، وعلى طلب الجمهور بدأ في الغناء الصوفي والشعر أيضا.

## الارتباطات الخارجي
- من جانب الغناء الصوفي نصراللہ
- نعت من نوري على www.naatonline.com
- نعت من نوري على aol.com
- نعت من نوري على Yahoo.com
- نعت من نوري على Google.com
- نعت من نوري على Youtube.com على يوتيوب